# Lutzomyia deorsa
Lutzomyia deorsa är en tvåvingeart som beskrevs av Pérez J. E., Ogusuku E., Monje J., Young D. G. 1991. Lutzomyia deorsa ingår i släktet Lutzomyia och familjen fjärilsmyggor.
Artens utbredningsområde är Peru. Inga underarter finns listade i Catalogue of Life.